# サンマリノ市
サンマリノ市（サンマリノし、イタリア語：Città di San Marino）は、サンマリノ共和国の首都である。

## 呼称
サンマリノ共和国はバチカンやモナコのような単一の都市国家ではなく、複数の行政区画により構成されるため、特に首都を指す場合は各言語で「市」に相当する単語を付けて国名と区別するようにしている。

## 地理

### 地勢
イタリア半島の北緯43度56分、東経12度27分に位置し、アドリア海に近い。面積7.09 km²。人口4,414人（2005年）。毎年300万人以上の観光客が訪れ、観光客の85%がイタリア人である。首都ではあるが、経済の中心はサンマリノではなく、ボルゴ・マッジョーレである。人口でもドガーナ、ボルゴ・マッジョーレに次ぐ同国3位。サンマリノ共和国で最も高いティターノ山の西の斜面に位置する。

## 歴史
301年、イタリア半島の対岸ダルマツィアの石工マリヌス（聖マリノ）が、ローマ帝国皇帝ディオクレティアヌスによるキリスト教迫害を逃れるために、仲間と共にティターノ山に来て、この街を作った。ヨーロッパ最古の共和国の誕生であるが、国土は今のサンマリノ市の範囲でしかなかった。市の中心部は、周囲に配された3つの塔が盾となって防御された。特に11世紀に建設されたグアイタの塔は、外敵の侵攻を良く押し留めた。十字軍の侵攻で、13世紀には第2の塔が、14世紀にはティターノ山頂に最後の3番目の塔が作られた。人口が増えるに従って、サンマリノ市の区域（つまりサンマリノ共和国の国土）は広がったが、土地は全て購入か契約によるものである。

## 対外関係

### 姉妹都市･提携都市
- サン・レーオ（イタリア共和国 エミリア･ロマーニャ州 リミニ県）
- ラブ（クロアチア共和国 イストリア地方 プリモリェ･ゴルスキコタル郡）
- レネ（デンマーク王国 デンマーク首都地域）
- スクラントン（アメリカ合衆国 ペンシルベニア州）

## 経済
石の切り出し、及びその加工業が盛んである。観光や郵便切手の売り上げも大きい。

## 交通
市内は玉石を敷き詰めた細い舗装道路で名高い。市の中心部には車は乗り入れできない。
イタリアのリミニに至るリミニ=サンマリノ鉄道がベニート・ムッソリーニの政権下で第二次世界大戦前に作られたが、現在は運行していない。
ボルゴ・マッジョーレへは、1.5kmのケーブルカーがある。

## 観光

### 世界遺産
サンマリノ市の旧市街やティターノ山の塔などは、2008年に「サンマリノの歴史地区とティターノ山」の名で世界遺産（文化遺産）に登録された。世界最古として知られる、中世以来続くサンマリノの共和制の優れた証拠としての歴史的価値が評価されたものである。

## 文化

### スポーツ
欧州小国競技大会を開催、参加している。サッカークラブSSムラタ、SPトレ・ペンネの本拠地。

## ギャラリー

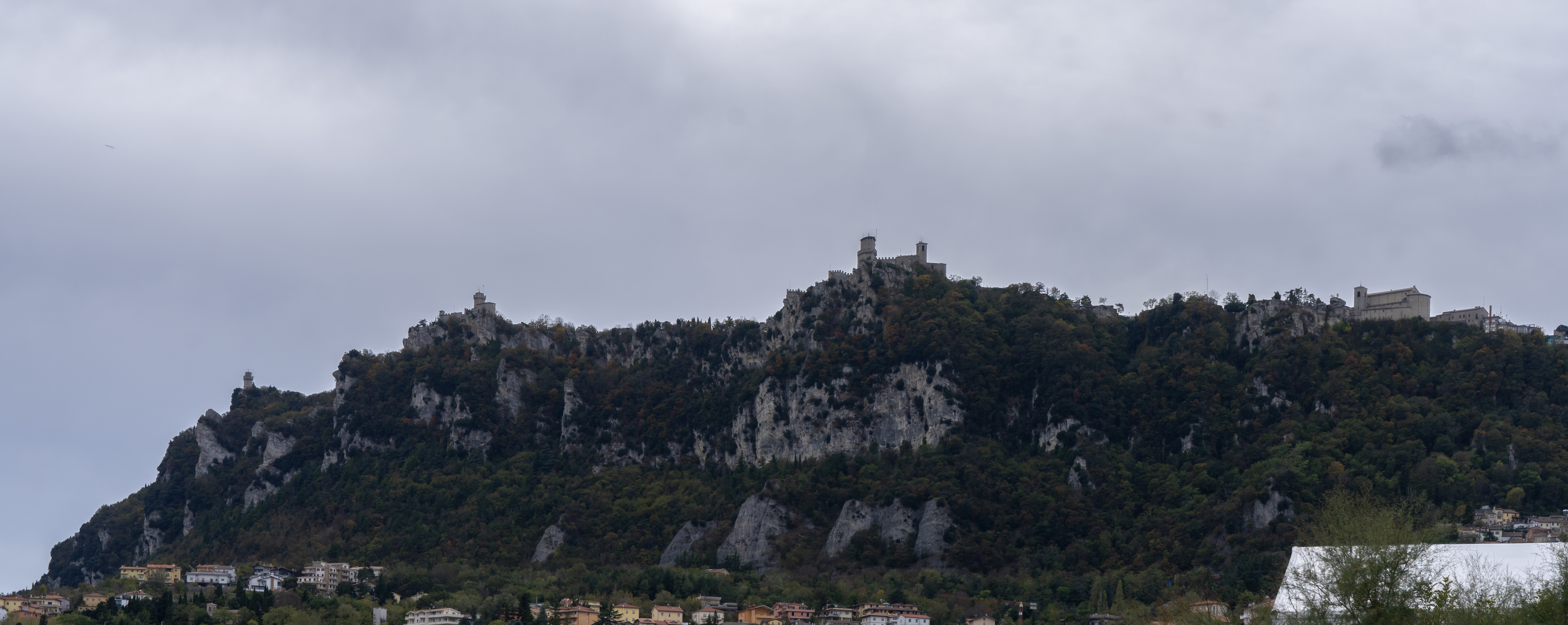
遠方から見たティターノ山の3つの塔
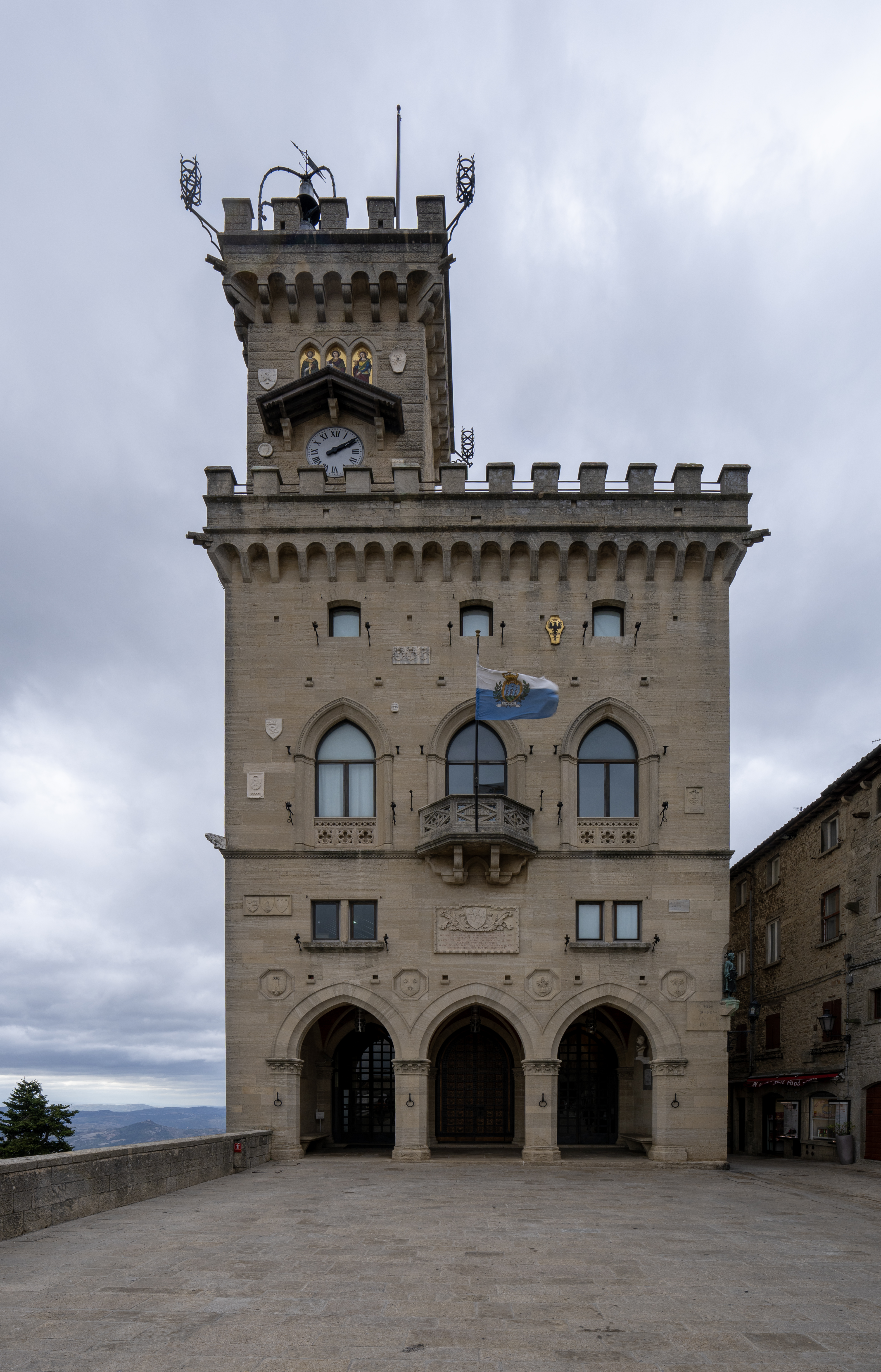
サンマリノ政庁舎
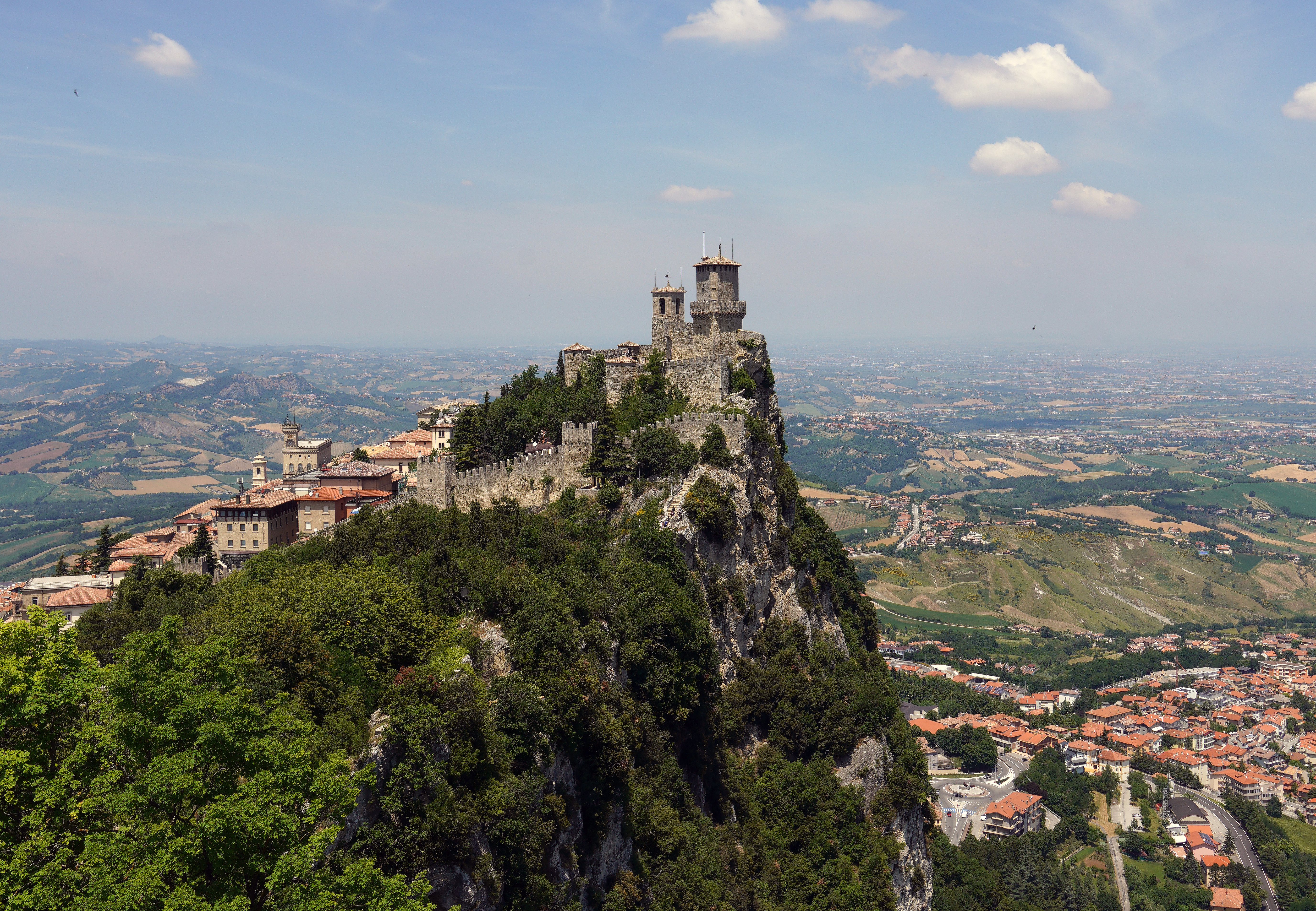
グアイタの塔
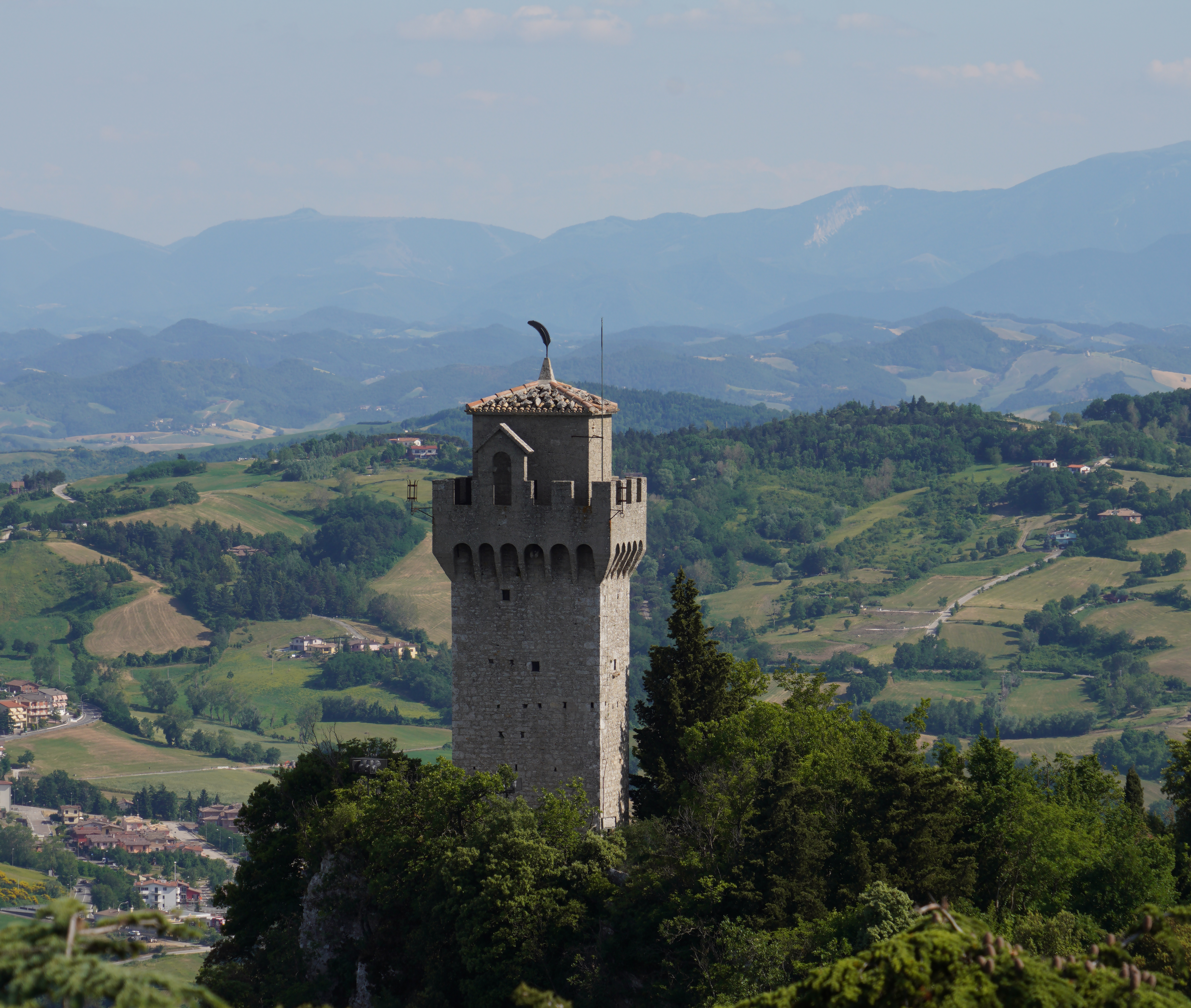
モンターレの塔